# Gyrinus urinator
Gyrinus urinator es una especie de escarabajo del género Gyrinus, familia Gyrinidae. Fue descrita científicamente por Illiger en 1807.

## Distribución geográfica
Habita en España, Francia, Reino Unido, Portugal, Irlanda, Italia, Grecia, Croacia, India, Bosnia y Herzegovina, Argelia, Egipto, Montenegro, Países Bajos y Túnez.